# Karl Richter
Karl Richter   (Plauen, 15 d'octubre de 1926 - Múnic, 15 de febrer de 1981) va ser un director, director de cor, organista i clavecinista alemany.

## Biografia
Karl Richter va ser el quart dels cinc fills del pastor protestant Christian Johannes Richter i Clara Hedwig Richter. Dos anys més tard, la seva família va anar a Marienberg, a les Muntanyes Metal·líferes. Després de la mort prematura del seu pare el 1935, la seva mare es va traslladar amb els fills a Freiberg (Saxònia), on Richter va tenir l'oportunitat de practicar amb el gran orgue Silbermann a la catedral d'aquella ciutat Des de 1937 va assistir al Kreuzgymnasium de Dresden i va ser membre del Dresden Kreuzchor. El 1940, Karl Straube, tot i haver-se ja jubilat, el va acceptar com a seu últim alumne. La mare de Richter va morir el 1944, mentre ell estava fent el servei militar obligatori durant els dos últims anys de la guerra.
El 1950 Richter va viatjar amb el cor de Sant Tomàs de Leipzig (Thomanerchor) al sud d'Alemanya i Zuric, on va conèixer la seva futura esposa Gladys. L'any 1951, amb només amb una petita maleta, va deixar la República Federal Alemanya i va anar a Zuric a buscar feina des d'allà. Després d'una audició, va rebre el càrrec de cantor a l'església de Sant Marc de Munic el 1951 i va acceptar l'encàrrec de la Universitat de Música local per ser-ne professor d'orgue. El mateix any es va fer càrrec del "Cercle Heinrich Schütz", el posterior Cor Bach de Munic i dos anys més tard de l'Orquestra Bach de Munic. El 1952 es va casar amb Gladys Müller a Zuric. El mateix any es van traslladar a Munic, on el 1953 va néixer el seu fill Tobias i el 1961, la seva filla Simone. Va ensenyar a la Universitat de Música de Munic, on va ser nomenat catedràtic el 1956. L'any 1956, l'Ajuntament de Leipzig li va oferir la plaça de cantor de Sant Tomàs. Richter no la acceptar perquè pensava que era massa jove per a aquest càrrec. A partir de 1967 la família Richter va tornar a viure a Suïssa.
Richter va construir contínuament la seva reputació i va ser apreciat internacionalment com a músic. El 1964 va dirigir la primera gran gira a Itàlia amb el Cor Bach de Munic. Això va ser seguit gairebé cada any per aparicions als EUA, França, Finlàndia, Anglaterra, Espanya, Japó, la Unió Soviètica, Suïssa i Àustria. Per exemple, Richter va treballar amb les sopranos Edith Mathis, Ursula Buckel, Helen Donath, Agnes Giebel, Gundula Janowitz, Maria Stader i Evelyn Lear, amb les alts Hertha Töpper, Marga Höffgen i Christa Ludwig, i amb els tenors Peter Schreier, Fritz Wunderlich. Horst Laubenthal i Ernst Haefliger o amb el baríton Dietrich Fischer-Dieskau, el baix-baríton Walter Berry i el baix Franz Crass. Amb Richter també van tocar habitualment solistes instrumentals com els trompetistas Maurice André i Adolf Scherbaum, el trompa Hermann Baumann, la flautista Aurèle Nicolet, el flautista Hans-Martin Linde i la clavecinista Hedwig Bilgram. De 1955 a 1964 va dirigir la Setmana Ansbach Bach com a clavecinista i director d'orquestra.
Durant la seva vida, Richter va tenir nombrosos fans entre els seus oients. John F. Kennedy va ser un d'ells. El 22 de novembre de 1965, Richter va oferir el concert commemoratiu oficial de Kennedy a la "Philharmonic Hall" de Nova York, exactament dos anys després de l'assassinat del president dels Estats Units. Richter va dirigir les representacions de la Passió segons Sant Joan i la Missa en si menor de Johann Sebastian Bach a Moscou i Leningrad el 1968. La seva interpretació del 2n Concert de Brandenburg lidera la part musical del disc d'or de la Voyager, que va deixar el nostre sistema solar com un missatge de la humanitat a bord de les sondes Voyager 1 i Voyager 2.
Richter va morir d'una insuficiència cardíaca en un hotel de Munic el 1981 als 54 anys. Va ser enterrat al cementiri d'Enzenbühl (FG 81163) a Zuric. En el concert commemoratiu de Karl Richter el 3 de maig de 1981, el seu amic Leonard Bernstein va dirigir el Cor Bach de Munic i l'Orquestra Bach a la Sala Hèrcules de la Residència de Munic. L'esposa de Richter, Gladys (née Müller), nascuda el 1931, va morir el 2019 i va ser enterrada a la seva tomba.

## Estil i repertori
Des de 1953 fins a la seva mort, Richter va ser un dels intèrprets més coneguts del món de la música de Johann Sebastian Bach i George Frideric Handel. El que és menys conegut és que Richter també va interpretar i enregistrar obres d'altres compositors, per exemple Joseph Haydn, Johannes Brahms, Anton Bruckner i Antonín Dvořák. El seu estil es caracteritzava per l'expressivitat i l'alegria impulsiva en fer música. Els crítics musicals van criticar ocasionalment les interpretacions "romantitzadores" de Bach de Richter o l'ús de cors forts. Richter no estava especialment interessat en la pràctica històrica de la interpretació amb instruments originals que anava sorgint al mateix temps, encara que de tant en tant la provava. Finalment, es va mantenir fidel al seu estil fins a la seva mort.
Com a solista al clavicèmbal i a l'orgue, Karl Richter va establir estàndards: les interpretacions de 1978 de la Toccata i Fuga ("dòrica") en re menor BWV 538 o la Passacaglia en do menor BWV 582 a l'orgue Silbermann als enregistraments de la catedral de Freiberg. d'aquestes obres clau de Johann Sebastian Bach que encara són interessants fins als nostres dies. El mateix s'aplica a l'enregistrament dels concerts d'orgue de Bach (BWV 592-597, després de Vivaldi) a l'orgue Silbermann de la catedral d'Arlesheim l'any 1973. La interpretació de la Toccata i Fuga en re menor BWV 565 a l'orgue del Victoria Hall de Ginebra encara es considera avui un pla de referència. En l'enregistrament de les Variacions Goldberg de Bach per al segell Deutsche Grammophon l'any 1970, Karl Richter mostra les seves habilitats amb el clavicèmbal.
Quan preparava els seus concerts en directe com a virtuós de l'orgue -per exemple a Ottobeuren- Richter va intentar aconseguir el màxim efecte sonor a la sala. Ho va aconseguir, entre altres coses, a través d'un fraseig molt desenvolupat a l'instrument. En el seu moment, Richter va ser, juntament amb Helmut Walcha, l'intèrpret més important de la música d'orgue de Johann Sebastian Bach. Es va rodar un concert a la basílica d'Ottobeuren.
Gràcies a Richter els enregistraments de música clàssica es van donar a conèixer a un públic ampli durant la dècada de 1950. El primer enregistrament de la Passió segons Sant Mateu a la Producció Arxiu l'any 1958, amb un cor potent, va cridar molt l'atenció. Aquest enregistrament en un casset LP va vendre 50.000 còpies durant els següents set anys. L'enregistrament de la Passió segons Sant Joan de Bach va seguir el 1964. El 1980 es va publicar un altre enregistrament de la Passió segons Sant Mateu amb el Cor Bach de Munic, també sota el segell Archive Production.
Als 30 anys, a Karl Richter se li va oferir el càrrec de Thomaskantor a Leipzig. Però Richter es va negar. Més tard va dir:
| «               | Hauria estat l'èxit màxim de la meva carrera. Però he construït alguna cosa a Munic a la qual ja no puc renunciar. | » |
| — Karl Richter, | |   |

Entre els estudiants de Karl Richter hi ha Hedwig Bilgram, Elmar Schloter, Günter Jena, Walther R. Schuster, Albrecht Haupt, Wolfgang Wünsch, Rudolf Kelber i Karl Maureen. Hi va haver una associació musical i personal amb el violinista de Munic Otto Büchner (1924–2008).

## Discografia (selecció)
- Johann Sebastian Bach: Matthäus-Passion. Amb Keith Engen, Dietrich Fischer-Dieskau, Max Proebstel, Irmgard Seefried, Hertha Toepper, Münchener Bach-Chor i la Bach-Orchester (Archiv Produktion; 1958)
- Johann Sebastian Bach: Matthäus-Passion. Amb Peter Schreier, Dietrich Fischer-Dieskau, Matti Salminen, Edith Mathis, Janet Baker, Münchener

Bach-Chor i la Bach-Orchester (Deutsche Grammophon; 1980)
- Johann Sebastian Bach: Matthäus-Passion. Amb Helen Donath, Julia Hamari, Peter Schreier, Walter Berry, Siegmund Nimsgern, Münchener Bach-Chor i la Bach-Orchester (Deutsche Grammophon; 1972) DVD
- Johann Sebastian Bach: Johannes-Passion. Amb Ernst Haefliger, Hermann Prey, Keith Engen, Evelyn Lear, Hertha Töpper, Münchener Bach-Chor i la Bach-Orchester (Deutsche Grammophon; 1964)
- Johann Sebastian Bach: Weihnachtsoratorium. Amb Fritz Wunderlich, Franz Crass, Gundula Janowitz, Christa Ludwig, Münchener Bach-Chor i la Bach-Orchester (Archiv Produktion; 1965)
- Johann Sebastian Bach: Die 6 Orgelkonzerte. Silbermann-Orgel Arlesheim (Polydor i Archiv Produktion; 1974)
- Johann Sebastian Bach: Dorische Toccata und Fuge, Passacaglia. Silbermann-Orgel de Freiberg (Archiv Produktion; 1978)
- Johann Sebastian Bach: Toccata und Fuge, Famous Organ Works. Victoria Hall Genf (Decca; 1960 i 1967)
- Johann Sebastian Bach: Goldberg-Variationen. Cembalo (Deutsche Grammophon; 1970)
- Johannes Brahms: Ein deutsches Requiem'. Amb Evelyn Lear i Thomas Stewart, Orchestre Philharmonique de Radio France (EMI; 1964)
- Georg Friedrich Händel: Der Messias. Amb Ernst Haefliger, Franz Crass, Gundula Janowitz, Hertha Marga Höffgen, Münchner Bach-Chor i la Bach-Orchester (Deutsche Grammophon; 1965)

## Documentació cinematogràfica
- 1986: Karl Richters Vermächtnis (The Legacy of Karl Richter). Regie: Klaus Lindemann (DVD: Deutsche Grammophon, 2006)